# Val Madre
Val Madre este o arie protejată (arie specială de conservare — SAC, sit de importanță comunitară — SCI) din Italia întinsă pe o suprafață de 1.486 ha, integral pe uscat.

## Localizare
Centrul sitului Val Madre este situat la coordonatele 46°08′20″N 9°42′29″E / 46.139°N 9.708°E.

## Înființare
Situl Val Madre a fost declarat sit de importanță comunitară în iunie 1995 pentru a proteja 30 de specii de animale. Situl a fost protejat și ca arie specială de conservare în aprilie 2014.

## Biodiversitate
Situată în ecoregiunea alpină, aria protejată conține 12 habitate naturale: Pajiști boreale și alpine pe substrat silicios, Pajiști alpine și boreale, Păduri de fag Luzulo-Fagetum, Păduri aluvionare cu Alnus glutinosa și Fraxinus excelsior (Alno-Padion, Alnion incanae, Salicion albae), Grohotișuri silicioase de la nivelul montan până la nivelul zăpezii (Androsacetalia alpinae și Galeopsietalia ladani), Fânețe montane, Formațiuni ierboase bogate în specii de Nardus, dezvoltate pe substraturi silicioase în zone montane (și în zone submontane, în Europa continentală), Păduri pe pante, grohotișuri și ravene de Tilio-Acerion, Păduri de Castanea sativa, Păduri acidofile de Picea de la nivel montan la nivel alpin (Vaccinio-Piceetea), Pante stâncoase silicioase cu vegetație casmofită, Păduri alpine de Larix decidua și/sau Pinus cembra.
La baza desemnării sitului se află mai multe specii protejate:
- păsări (27): inărița (Acanthis flammea), uliu porumbar (Accipiter gentilis), uliu păsărar (Accipiter nisus), minunița (Aegolius funereus), potârnichea de stâncă (Alectoris graeca saxatilis), acvilă de munte (Aquila chrysaetos), cocoșul de mesteacăn (Bonasa bonasia), șorecarul comun (Buteo buteo), cojoaica de pădure (Certhia familiaris), mierla de apă (Cinclus cinclus), ciocănitoare neagră (Dryocopus martius), presură de munte (Emberiza cia), vânturel roșu (Falco tinnunculus), ciuvică (Glaucidium passerinum), Lagopus muta helvetica, pițigoi moțat (Lophophanes cristatus), Lyrurus tetrix tetrix, alunar (Nucifraga caryocatactes), viespar (Pernis apivorus), Prunella collaris, Ptyonoprogne rupestris, stăncuță alpină (Pyrrhocorax graculus), huhurez mic (Strix aluco), silvie-mică (Sylvia curruca),  cocoș de munte (Tetrao urogallus), pănțărușul (Troglodytes troglodytes), mierlă gulerată (Turdus torquatus)
- mamifere (3): liliac cu urechi de șoarece (Myotis blythii), liliac comun (Myotis myotis), liliacul mare cu potcoavă (Rhinolophus ferrumequinum)

Pe lângă speciile protejate, pe teritoriul sitului au mai fost identificate 40 de specii de plante, 5 specii de mamifere, 2 specii de nevertebrate, 6 specii de reptile.